# Afrikanska utvecklingsbanken
Afrikanska utvecklingsbanken, (engelska: African Development Bank (AfDB)), är en  regional utvecklingsbank, bildad 1964. Ursprungligen var banken avsedd för afrikanska länder men 1982 öppnade den upp även för andra länder.
Bankens syfte är att minska fattigdom genom att främja ekonomisk och social utveckling i de afrikanska medlemsländerna. Detta görs genom investeringar i exempelvis "jordbruk och landsbygdsutveckling, utbildning och hälsa samt stöd till utveckling av den privata sektorn". Vidare ska verksamheten ta hänsyn till jämställdhet, miljö och god samhällsstyrning.

## Lån
Bankens lån fördelade sig 2005 över olika slags projekt enligt följande:
- Infrastruktur 39,4%
- Sektorövergripande 15,2%
- Jordbruk och landsbygdsutveckling 13,3%
- Social sektor 13,4%
- Finansväsende 12,5%
- Environment 4,3%
- Industri, gruvdrift och stenbrott 2,0%

## Medlemsstater
År 2023 var 54 afrikanska länder medlemmar i AfDB. Därtill var ytterligare 28 icke afrikanska länder medlemmar.
| De 54 afrikanska medlemsländerna |
| --- |
| - Algeriet - Angola - Benin - Botswana - Burkina Faso - Burundi - Centralafrikanska republiken - Djibouti - Egypten - Ekvatorialguinea - Elfenbenskusten - Eritrea - Etiopien - Gabon - Gambia - Ghana - Guinea - Guinea-Bissau - Kamerun - Kap Verde - Kenya - Komorerna - Kongo-Brazzaville - Kongo-Kinshasa - Kuwait - Lesotho - Liberia - Madagaskar - Malawi - Mali - Marocko - Mauretanien - Mauritius - Moçambique - Namibia - Niger - Nigeria - Rwanda - São Tomé och Príncipe - Senegal - Seychellerna - Sierra Leone - Somalia - Sudan - Sydafrika - Sydsudan - Swaziland - Tanzania - Tchad - Togo - Tunisien - Uganda - Zambia - Zimbabwe |
| De 28 icke-afrikanska medlemsländerna |
| --- |
| Argentina Belgien Brasilien Danmark Finland Frankrike Förenade arabemiraten* Indien Irland Italien Japan Kanada Kina Kuwait Luxemburg Nederländerna Norge Portugal Saudiarabien Schweiz Spanien Storbritannien Sverige Sydkorea Tyskland Turkiet USA Österrike |  *Endast medlem i ADF